# Selinum pauciradium
Selinum pauciradium är en flockblommig växtart som först beskrevs av Carlo Pietro Stefano Stephen Sommier och Emile Emilio Levier, och fick sitt nu gällande namn av Leute. Selinum pauciradium ingår i släktet krusfrön, och familjen flockblommiga växter. Inga underarter finns listade i Catalogue of Life.